# Stanislav Ianevski
Stanislav Yanevski (en búlgaro: Станислав Яневски, también romanizado como Stanislav Janevski; Sofía; 16 de mayo de 1985) es un actor búlgaro, conocido por interpretar el papel del jugador de Quidditch del mismo país, Viktor Krum, en la película de 2005 Harry Potter y el cáliz de fuego.

## Biografía
Ianevski nació en Sofía, capital de Bulgaria, el 16 de mayo de 1985, aunque también ha vivido en Israel e Inglaterra, donde es conocido por sus habilidades atléticas. Mientras estudiaba en la Mill Hill School en el Reino Unido Ianevski no tenía particularmente aspiraciones de llegar a ser actor. Sin embargo, tuvo una audición con Fiona Weir, una directora de casting en un taller de actuación, y ahí fue escogido de entre seiscientos aspirantes como Viktor Krum, un personaje famoso dentro de la saga de Harry Potter. Se anunció que Ianevski se uniría al resto del reparto en junio de 2004. 
En 2007 se estrenó la película Hostel 2, la secuela de la película de Eli Roth Hostel, en la que interpretó el papel de Miroslav.

### Vida personal
Ianevski tiene una hermana y animales domésticos. Además es un seguidor de la Selección de fútbol de Bulgaria. Le apasionan las motocicletas y los viajes.

## Filmografía

### Cine y televisión
- 2005 – Harry Potter y el cáliz de fuego
- 2007 – Hostal: Parte 2
- 2010 – Harry Potter y las reliquias de la Muerte: Parte 1 (escenas eliminadas)
- 2011 – Pod prikritie (serie de TV)
- 2011 – Resistance
- 2013 – Moments of Life
- 2015 – Sofia Residents in Excess
- 2015 – XIa

## Otras apariciones
- 2010 - Breve cameo en el videoclip de la canción Drugata Chast de la artista búlgara Galia